# Медосос-пестроспинка
Медосос-пестроспинка (лат. Plectorhyncha lanceolata) — австралийский вид воробьиных птиц из семейства медососовых (Meliphagidae), выделяемый в монотипический одноимённый род (Plectorhyncha).
Длина тела — 22,5 см; длина крыла — 10 см, длина хвоста — 11 см. Птицы питаются главным образом насекомыми и пауками, но также не прочь полакомится нектаром, фруктами и ягодами растений.
Медосос-пестроспинка распространён на востоке и юге Австралии. Встречается в лесах и лесных местностях, обычно в прибрежных районах рек, а также среди мангровых зарослей и в городских садах. 
МСОП присвоил таксону охранный статус «Виды, вызывающие наименьшие опасения» (LC).